# 9398 Bidelman
9398 Bidelman eller 1994 SH3 är en asteroid i huvudbältet som upptäcktes den 28 september 1994 av Spacewatch vid Kitt Peak-observatoriet. Den är uppkallad efter den amerikanske astronomen William P. Bidelman.